# Juan Ignacio Chela
Juan Ignacio Chela (Buenos Aires, 30 de agosto de 1979) é um ex-tenista profissional da Argentina.

## Carreira
Tenista argentino destro, em 2001 foi suspenso por 3 meses por usar substâncias ilegais, pagando multa de US$ 8 000, Juan já conquistou 6 torneios da ATP em simples, 8 torneios challengers e 2 em duplas. Chela ajudou em 2006 a equipe argentina na Copa Davis, ao fazer o terceiro ponto contra a Croácia nas quartas-de-finais.

## Desempenho em Torneios

### Simples

#### Finais Vencidas (6)
| Legenda                                                     |
| Grand Slam (0)                                              |
| Tennis Masters Cup ATP World Tour Finals (0)                |
| ATP Masters Series ATP World Tour Masters 1000 (0)          |
| ATP International Series Gold ATP World Tour 500 Series (2) |
| ATP International Series ATP World Tour 250 Series (4)      |

| Títulos por superfície |
| Dura (0)               |
| Grama (0)              |
| Saibro (6)             |
| Carpete (0)            |

| Nr. | Data                    | Torneio                   | Superfície | Adversário na Final | Resultado        |
| 1.  | 21 de Fevereiro de 2000 | Cidade do México, México  | Saibro     | Mariano Puerta      | 6–4, 7–6(4)      |
| 2.  | 15 de Julho de 2002     | Amersfoort, Países Baixos | Saibro     | Albert Costa        | 6–1, 7–6(4)      |
| 3.  | 12 de Abril de 2004     | Estoril, Portugal         | Saibro     | Marat Safin         | 6–7(2), 6–3, 6–3 |
| 4.  | 26 de Fevereiro de 2007 | Acapulco, México          | Saibro     | Carlos Moyà         | 6–3, 7–6(2)      |
| 5.  | 11 de Abril de 2010     | Houston, EUA              | Saibro     | Sam Querrey         | 5–7, 6–4, 6–3    |
| 6.  | 26 de Setembro de 2010  | Bucareste, Romênia        | Saibro     | Pablo Andújar       | 7–5, 6–1         |

#### Finais Perdidas (6)
| Nr. | Data                    | Torneio                 | Superfície | Adversário na Final | Resultado        |
| 1.  | 28 de Janeiro de 2001   | Bogotá, Colômbia        | Saibro     | Fernando Vicente    | 6–4, 7–6(6)      |
| 2.  | 13 de Janeiro de 2002   | Sydney, Austrália       | Dura       | Roger Federer       | 6–3, 6–3         |
| 3.  | 25 de Agosto de 2002    | Long Island, EUA        | Dura       | Paradorn Srichaphan | 5–7, 6–2, 6–2    |
| 4.  | 5 de Março de 2006      | Acapulco, México        | Saibro     | Luis Horna          | 7–6, 6–4         |
| 5.  | 24 de Julho de 2006     | Kitzbühel, Áustria      | Saibro     | Agustín Calleri     | 7–6(9), 6–2, 6–3 |
| 6.  | 20 de Fevereiro de 2011 | Buenos Aires, Argentina | Saibro     | Nicolás Almagro     | 6–3, 3–6, 6–4    |

### Duplas

#### Finais Vencidas (3)
| Legenda                                                     |
| Grand Slam (0)                                              |
| Tennis Masters Cup ATP World Tour Finals (0)                |
| ATP Masters Series ATP World Tour Masters 1000 (0)          |
| ATP International Series Gold ATP World Tour 500 Series (0) |
| ATP International Series ATP World Tour 250 Series (3)      |

| Títulos por superfície |
| Dura (0)               |
| Grama (0)              |
| Saibro (3)             |
| Carpete (0)            |

| Nr. | Data                   | Torneio             | Superfície | Parceiro      | Adversários na Final               | Resultado         |
| 1.  | 9 de Fevereiro de 2004 | Viña del Mar, Chile | Saibro     | Gastón Gaudio | Nicolás Lapentti Martín Rodríguez  | 7–6(2) 7–6(3)     |
| 2.  | 12 de Abril de 2004    | Estoril, Portugal   | Saibro     | Gastón Gaudio | František Čermák Leoš Friedl       | 6–2, 6–1          |
| 3.  | 25 de Setembro de 2010 | Bucareste, Romênia  | Saibro     | Łukasz Kubot  | Marcel Granollers Santiago Ventura | 6–2, 5–7, [13–11] |

#### Finais Perdidas (3)
| Nr. | Data                | Torneio             | Superfície | Parceiro      | Adversários na Final         | Resultado |
| 1.  | 1 de Março de 2004  | Acapulco, México    | Saibro     | Nicolás Massú | Bob Bryan Mike Bryan         | 6–2, 6–3  |
| 2.  | 25 de Abril de 2005 | Estoril, Portugal   | Saibro     | Tommy Robredo | František Čermák Leoš Friedl | 6–3, 6–4  |
| 3.  | 17 de Abril de 2011 | Monte Carlo, Mônaco | Saibro     | Bruno Soares  | Bob Bryan Mike Bryan         | 6–3, 6–2  |